# Letališče Bihać
Letališče Bihać je športno letališče v kraju Golubić, pri Bihaću v Unsko-sanskem kantonu Bosne in Hercegovine.

## Razvojni načrti letališča
V lokalni skupnosti mesta Bihać in kantona vidijo v modernizaciji letališča, kot tudi sosednjega nekdanjega vojaškega letališča Željava, ki ga je uporabljala nekdanja Jugoslovanska ljudska armada osnovo za razvoj gospodarstva, predvsem turizma. Pri tem jih podpira vlada Federacije Bosne in Hercegovine, medtem, ko vlada Bosne in Hercegovine temu ni naklonjena. Po načrtih lokalnih oblasti naj bi stezo podaljšali na 2.000m, zgradili letališki stolp in potniški terminal ter parkirno ploščad za letala.